# Державна Рада (Греція)
37°58′53″ пн. ш. 23°43′52″ сх. д. / 37.98138889° пн. ш. 23.73111111° сх. д.

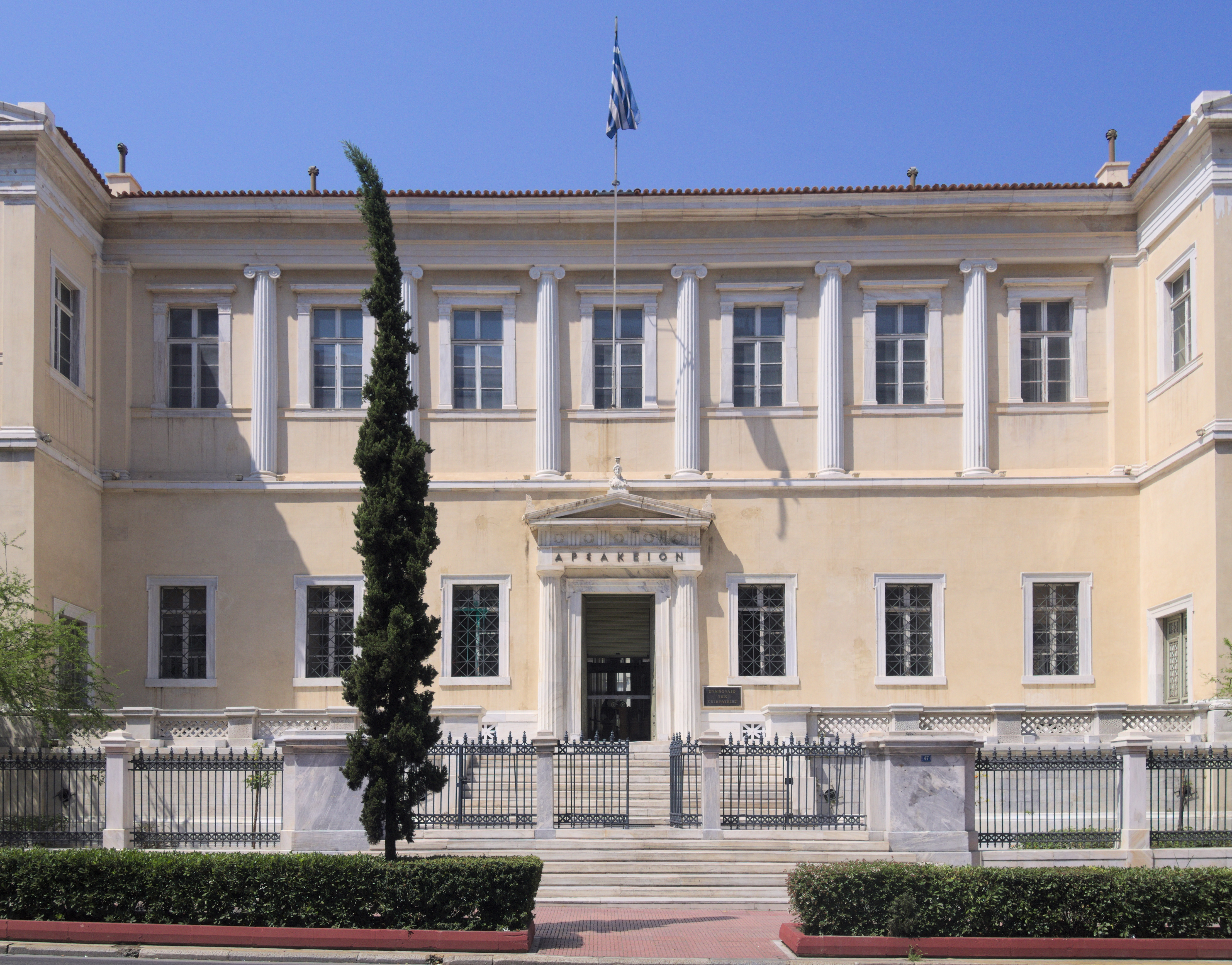
Арсакіон — будівля Державної Ради, вулиця Панепістиміу 47-49, Афіни

Державна Рада (грец. Συμβούλιο της Επικρατείας) — одночасно адміністративний орган та Верховний адміністративний суд Греції. Таким чином, її роль двоїста. Державна рада Греції — член Асоціації Державних Рад і Верховних судів адміністративної юрисдикції Європейського Союзу, а також Міжнародної асоціації Верховних судів адміністративної юрисдикції. Державна Рада розміщується в будвлі Арсакіону в центрі Афін.

## Склад
Державну Раду очолює її голова, який обирається з числа членів Ради від Кабінету міністрів Греції строком на чотири роки. Суд складається з головуючої ради (президента і 7 віце-президентів), 42 таємних радників, 48 помічників суддів та 50 звітних суддів, усі з них мають бути випускниками Національної школи суддів.

## Юрисдикція
Державна Рада в Греції здійснює свою юрисдикцію через Пленарні засідання або в шести палатах правових (Α, Β, Γ, Δ, Ε і ΣΤ '). Кожна з палат може складатись з п'яти або семи членів. Юрисдикція Пленарних засідань визначається законом (Законодавчий декрет 170/1973, стаття 14), в той час як компетенція палат визначається законом і президентськими указами, запропонований міністром юстиції після розгляду Радою.
Після внесення конституційної поправки 2001 року пленарне засідання (а не палати) — єдиний компетентний судовий орган, який може визначати питання про конституційність прийнятих адміністративних актів. Пленарне засідання також компетентне: а) у випадках, що становлять спільний інтерес, коли Президент Республіки безпосередньо звертається до Ради, б) у випадках, коли одна з палат звертається до Ради. Палати можуть направляти справи на розгляд Пленарної сесії, якщо: вони становлять спільний інтерес; якщо винесене рішення вважається неконституційним.

## Голови Державної Ради
- Константінос Рактіван (1929–1935)
- Стамос Папафранкос (1935–1941)
- Панайотіс Тріантафіллакос (1941–1943)
- Панайотіс Пуліцас (1943–1951)
- Сотіріос Соліотіс (1951–1961)
- Харілаос Мітреліас (1961–1966)
- Міхаіл Стасінопулос (1966–1969)
- Александрос Діміцас (1969–1974)
- Георгіос Марангопулос (1974–1976)
- Отон Кіріакос (1976–1977)
- Ніколаос Буропулос (1977–1981)
- Ангелос Іатрідіс(1981–1983)
- Фемістокліс Курусопулос (1983–1988)
- Василіос Ротіс (1988)
- Василіос Ботопулос (1988–1999)
- Христос Гераріс (1999–2005)
- Георгіос Панайотопулос (2005 — 1 липня 2009[2])
- Панайотіс Пікрамменос (1 липня 2009 — 17 травня 2012[3][1])
- Костас Менудакос (17 травня 2012 — нині)